# Stadium (Tolosa)
Lo Stadium, anche Stadium de Toulouse e, in precedenza Stadium Municipal, è un impianto sportivo polivalente francese di Tolosa.
Costruito tra il 1937 il 1949 e inaugurato ufficialmente come Parc des Sports, è il più capiente stadio cittadino e sorge al centro di un gruppo di isolotti che la Garonna forma durante il suo corso nel settore meridionale della città.
Progettato per accogliere alcuni incontri della fase finale del mondiale di calcio 1938, non assolse mai a tale compito; fu infatti disponibile parzialmente solo nel 1939 e definitivamente dopo la seconda guerra mondiale; da allora si è affermato come impianto dedito principalmente al calcio e al rugby a 15, anche se ha ospitato diverse finali del campionato nazionale di rugby a 13.
Casa dei due maggiori club sportivi della città, la squadra di calcio e quella di rugby del Tolosa, fu sede di gare della Coppa del Mondo di rugby (1999 e 2007), di quella di calcio (1998) e di campionato europeo di calcio (2016).

## Storia
Lo stadio, messo in cantiere dall'amministrazione comunale socialista guidata da Étienne Billières, faceva parte di un ampio progetto di edilizia sportiva sull'île du Ramier, sito di fabbriche dismesse da riqualificare con installazioni multifunzioni dotate di piscine, parchi giochi e un campo di calcio e rugby; i primi lavori furono consegnati nel 1937 ma lo stadio, presentato un anno prima su progetto di Jean Montariol, non fu pronto, come preventivato, per la terza Coppa Rimet che la Francia ospitò nel 1938; a tale data, infatti, i relativi lavori per l'impianto erano appena iniziati e solo nel 1939 fu presentata una prima struttura, benché incompleta, con un minimo di agibilità che ospitò l'arrivo di una tappa del Tour de France; la seconda guerra mondiale sospese qualsiasi attività e solo nel 1947 furono ripresi i lavori.

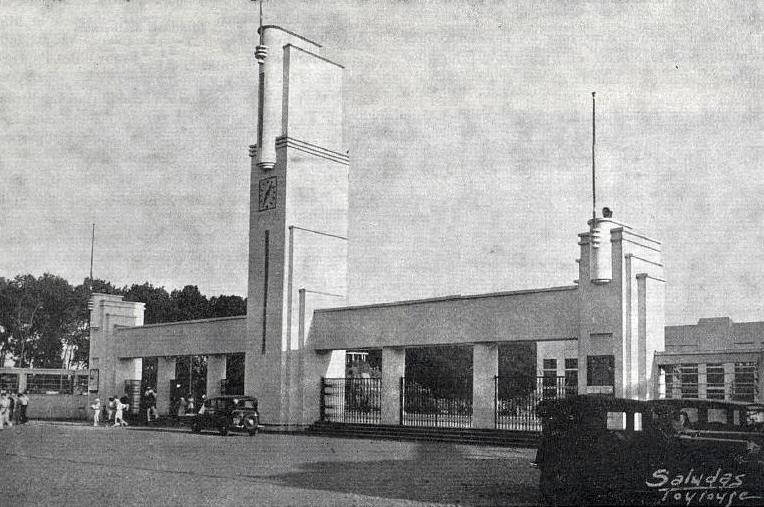
L'ingresso del complesso in una foto del 1934

Benché mai tenutavisi una formale inaugurazione, singolarmente il primo evento ufficialmente riportato ad avere luogo nello stadio completato fu una corrida, il 12 giugno 1949; a seguire, la struttura divenne il campo interno del club calcistico del Tolosa, mentre la concittadina squadra di rugby disputava i suoi incontri allo Stade des Sept Deniers, poco lontano.
Per il particolare disegno architettonico del frontale, che richiamava le due torri d'ingresso del vecchio Wembley a Londra, lo stadio, nel frattempo ufficialmente chiamato Municipal, fu informalmente battezzato le petit Wembley (il piccolo Wembley).
Il primo grande appuntamento internazionale del Municipal fu l'organizzazione dell'incontro tra Francia e Gran Bretagna in occasione della Coppa del Mondo di rugby a 13 1954.
Diciotto anni più tardi ospitò una nuova edizione di tale manifestazione, di nuovo come sede di un solo incontro, vinto 31-9 dall'Australia sui padroni di casa della Francia.
Tra il 1998 e il 1999 il Municipal fu scelto dapprima come una delle sedi del campionato mondiale di calcio organizzato dalla Francia e, a seguire, della Coppa del Mondo di rugby in carico al Galles ma cui la Francia fornì sostegno logistico; per quanto riguarda la prima competizione, ospitò alcuni incontri della fase a gironi e l'ottavo di finale tra Jugoslavia e Paesi Bassi, mentre invece per quella con la palla ovale vide di scena due incontri del girone della Francia.
Nel settembre 2001, a seguito dell'esplosione, nel vicino impianto chimico AZF, di 286 t di nitrato d'ammonio, il Municipal, insieme a tutto il quartiere in cui sorge, subì pesanti danneggiamenti e fu dichiarato inagibile; per questo motivo il Toulouse FC dovette migrare per la stagione successiva allo Stadio Ernest Wallon, di norma usato dallo Stade Toulousain di rugby.
Ancora nel 2007 il Municipal fu scelto tra le sedi destinate ad accogliere gare della sesta Coppa del Mondo di rugby, organizzata direttamente dalla Francia: a Tolosa toccarono quattro gare della prima fase, ripartite su tre gironi.
In occasione del campionato europeo di calcio 2016 lo stadio di Tolosa fu completamente ristrutturato con un investimento di 41500000 €; tra il 2013 e il 2015 l'impianto fu completamente tecnologicizzato, con l'installazione di un sistema di videoprotezione costituito da 150 telecamere, rifacimento dell'illuminazione e copertura 4G; un nuovo prato in erba ibrida e la realizzazione di una tribuna d'onore che il 20 gennaio 2016, giorno di riapertura dello stadio rinnovato, fu intitolata a Just Fontaine, già allenatore del Tolosa e, da calciatore, detentore del record di marcature in una singola edizione del campionato del mondo (13 goal nella quinta Coppa Rimet in Svezia nel 1958).
Dalla fine di tali lavori la capacità dell'impianto è di 33150 spettatori.
In ambito di club il Municipal ospitò 38 finali del campionato francese di rugby a 13, la prima nel 1953 e la più recente nel 1993; per quanto riguarda quelle del campionato di rugby a 15, ne ospitò 13 tra il 1951 e il 1973.
In ambito internazionale, altresì, la Francia del calcio ha giocato a Tolosa solo 6 volte tra il 1926 e il 2017, cinque delle quali allo Stadium Municipal; il risultato più sorprendente ivi maturato fu in un incontro di qualificazione al campionato del mondo 2018, un pareggio 0-0 contro il Lussemburgo, compagine contro cui, nei 17 confronti precedenti, i francesi vantavano 16 successi e una sconfitta, quest'ultima nel 1914; quella del rugby, invece, ivi esordì nel 1956 contro la Cecoslovacchia, una vittoria 28-3, e al 2016 vi ha disputato 14 incontri, due dei quali nelle altrettante edizioni di Coppa del Mondo ospitate.

## Incontri internazionali di rilievo

### Calcio
| Arbitro: | José María García-Aranda |

|                           |           |                 |
| Bergkamp 38’ Davids 90+2’ | Marcatori | 48’ Komljenović |

| Arbitro: | Milorad Mažić |

|  |           |                                                          |
|  | Marcatori | 10’ Alderweireld 78’ Batshuayi 80’ Hazard 90+1’ Carrasco |

### Rugby a 13
| Arbitro: | Charles Appleton |

|                         |    |                        |
| Contrastin (2) Krawzyck | mt | G. Brown Helme D. Rose |
| Aubert (2)              | tr | Ledgard (2)            |

| Arbitro: | Mick Naughton |

|           |      |                                            |
| Ruiz      | mt   | Harris (2) Sait (2) Fulton O’Neill Walters |
| Bonal (3) | c.p. | Branighan (5)                              |

### Rugby a 15
| Arbitro: | Paddy O’Brien |

|                                      |      |                              |
| Juillet 21’ tecnica 69’ Dominici 80’ | mt   | 48’ Uluinayau                |
| Dourthe 21’, 69’                     | tr   | 48’ N. Little                |
| Dourthe 6’, 39’ Lamaison 79’         | c.p. | 19’, 43’, 53’, 60’ N. Little |

| Arbitro: | Joël Jutge |

| |      |            |
| Sivivatu 1’, 24’ Masoe 9’ Rokocoko 14’, 58’, 66’ N. Evans 17’ Mauger 37’ Toeava 46’, 80’ Hore 63’ C. Smith 75’ Howlett 79’ | mt   | 30’ Țincu  |
| McAlister 9’, 14’, 24’, 46’ N. Evans 58’, 63’, 66’, 75’, 79’, 80’                                                          | tr   |            |
| | c.p. | 71’ Vlaicu |

| Arbitro: | Luke Pearce |

| |      |               |
| Roigard 2’, 7’ McKenzie 20’, 39’ Fainga‘anuku 25’ Lienert-Brown 35’ de Groot 48’ Papali‘i 54’ D. Havili 58’ Clarke 67’ R. Ioane 77’ | mt   |               |
| McKenzie 2’, 20’, 35’, 39’, 54’, 58’, 67’, 77’                                                                                      | tr   |               |
| | c.p. | 11’ Swanepoel |